# ヘイグッド・ハーディ
ヘイグッド・ハーディ（Hagood Hardy、1937年2月26日 - 1997年1月1日）は、カナダの作曲家。

## 参加作品
- 赤毛のアン／アンの青春　完全版
- 続・赤毛のアン／アンの青春
- 赤毛のアン／完全版
- 赤毛のアン
- トム・ハンクスの大迷宮
- ダーティ・トリック
- アメリカン クリスマス・キャロル
- 新・ウィークエンド